# Eulaira wioma
Eulaira wioma là một loài nhện trong họ Linyphiidae.
Loài này thuộc chi Eulaira. Eulaira wioma được Ralph Vary Chamberlin miêu tả năm 1949.